# Набережное (Чаплыгинский район)
Набережное — село Чаплыгинского района Липецкой области, входит в состав Троекуровского сельсовета.

## Географическое положение
Село расположено на берегу речки Сухая Кобельша в 7 км на запад от центра поселения села Троекурово и в 36 км на северо-запад от райцентра города Чаплыгин.

## История
Сухая Кобельша упоминается в межевых книгах XVII века. В качестве села с часовней святого великого Христова мученика Димитрия Селунского Кобельша упоминается в окладных Ряжских книгах 1676 г., где замечено, что при означенной часовне приход селится внове и та часовня поставлена в 1675 году. В том же XVII веке в селе поставлена была вместо часовни и церковь того же наименования. В новопостроенной церкви придел Димитриевский был освящен 26 октября 1787 г., на освящение настоящей — Архангельской дана грамота 28 февраля 1790 г. С 1850-1860 г.г. Архангельская церковь подвергалась разного рода переделкам и перестройкам, которые закончились возобновлением обоих иконостасов в 1860 году. 
В XIX — начале XX века село Сухая Кобельша входило в состав Никольской волости Раненбургского уезда Рязанской губернии. В 1906 году в селе было 29 дворов.
С 1928 года село входило в состав Никольского сельсовета Троекуровского района Козловского округа Центрально-Чернозёмной области, с 1954 года — в составе Липецкой области, с 1963 года — в составе Чаплыгинского района, с 1976 года — в составе Троекуровского сельсовета. 
В 1960 г. указом Президиума Верховного Совета РСФСР село Сухая Кобельша переименовано в Набережное.

## Население
| 1859 | 1906 | 2010 |
| ---- | ---- | ---- |
| 310  | ↘231 | ↘0   |